# Právo na spravedlivý proces
Právo na spravedlivý proces (neboli právo na spravedlivé soudní řízení či právo na spravedlivé řízení) je jeden ze základních pilířů právních řádů všech demokratických států, které svým občanům garantují nezávislou a nestrannou soudní moc. Podstatou tohoto práva je možnost domáhat se svých práv u nestranného soudu. Právo na spravedlivý proces řadíme mezi základní lidská práva a jeho porušení je tak postižitelné nejenom na zákonné úrovni, ale i prostřednictvím ochrany ústavněprávní. Právo na spravedlivý soudní proces představuje možnost pro každého jedince využít všech právních institutů a záruk, které nám tento právní řád nabízí. Tato definice je v souladu s pojmoslovím Evropského soudu pro lidská práva. Samotný pojem „právo na spravedlivý proces“ nepoužívá žádný zákonný ani mezinárodní předpis, ale byl vytvořen judikaturou Evropského soudu pro lidská práva. Ve 20. století se právo na spravedlivý proces se stalo jedním ze základních znaků demokratického právního státu.

## Historie práva na spravedlivý proces
Již v roce 1215 bylo ve Velké listině svobod (Magna charta libertatum) toto právo zakotveno hned v několika článcích. Například v čl. 39 bylo psáno, že žádný svobodný nesmí být zadržen ani zbaven práv bez řádného vydání právoplatného rozsudku jemu rovných či na základě práva země. V čl. 21 bylo zakotveno právo baronetů na přiměřenost trestu uděleného jedině soudci jim rovnými, v čl. 40 zákaz odepření či zdržování spravedlnosti atd. Roku 1679 bylo toto právo zakotveno v Anglii králem Karlem II. v Habeas Corpus Act, kde bylo zaručeno, že věznění bude vždy posouzeno bezúhonným soudcem. V roce 1689 bylo pak zakotveno v Bill of Rights Viléma I. Oranžského, nizozemského hraběte.
Až v 18. století začaly vznikat katalogy lidských práv shrnující roztříštěnou právní úpravu do ucelených předpisů. Prvním takovým dokumentem je Virginská deklarace z roku 1776 přijatá v USA. Na ni navazovala francouzská Deklarace práv člověka a občana přijatá v roce 1789 a inspirovaná americkým vzorem. Na našem území byl podobný katalog přijat až v roce 1811 císařem Františkem I. a to v rámci Všeobecného občanského zákoníku.
Na přelomu 19. a 20. století bylo toto právo jedním z hlavních cílů moderně formovaných států. Největší pozornosti se lidská práva dočkala až po Druhé světové válce, kdy katalogy lidských práv začaly být vytvářeny i na nadnárodní úrovni. Tohoto úkolu se zhostila Organizace spojených národů přijetím Charty OSN. Na tu navázala Všeobecná deklarace lidských práv v roce 1948 a posléze Mezinárodní pakt o občanských a politických právech z roku 1966.
Další prameny jsou k nalezení v kapitole Zakotvení práva na spravedlivý proces.

## Zakotvení práva na spravedlivý proces

### Mezinárodní prameny
Právo na spravedlivý proces je právní zásada primárně zakotvená v Úmluvě o ochraně lidských práv a základních svobod, dokumentu přijatém členy Rady Evropy, který byl podepsán v Římě 4. listopadu 1950.

Tento dokument navazuje na Všeobecnou deklaraci lidských práv, vyhlášenou Valným shromážděním OSN 10. prosince 1948. Ta ve svém čl. 10 zaručuje právo na spravedlivý proces takto:
„Každý má úplně stejné právo, aby byl spravedlivě a veřejně vyslechnut nezávislým a nestranným soudem, který rozhoduje buď o jeho právech a povinnostech, nebo o jakémkoli trestním obvinění vzneseném proti němu.“
Právo na spravedlivý proces rovněž patří mezi základní lidská práva obsažená v čl. 14 Mezinárodního paktu o občanských a politických právech.
Úmluva o ochraně lidských práv a základních svobod (zkráceně jako Úmluva o lidských právech) toto právo přebírá a rozšiřuje ve svém čl. 6.

### Vnitrostátní prameny
Právo na spravedlivý proces je zakotveno v Ústavě České republiky a Listině základních práv a svobod. Ústavněprávní předpisy jsou z hlediska důležitosti i aplikovatelnosti nejvýše v hierarchii českých právních předpisů.
Právo na spravedlivý proces zakotvují i zákonné předpisy, ty jsou vázány ustanoveními Ústavy a Listiny. Jejich význam tedy spočívá v tom, že konkretizují podobu práva na spravedlivý proces pro jednotlivá právní odvětví. Jde o následující: občanský soudní řád, trestní řád, správní řád, soudní řád správní.

## Obsah práva na spravedlivý proces

### Podle Úmluvy o ochraně lidských práv a základních svobod
Ustanovení čl. 6 Úmluvy o lidských právech je druhým nejrozsáhlejším ustanovením Úmluvy. Je obecné, tzn. garantuje nejen ochranu v trestním řízení, jak by se mohlo na první pohled zdát, ale týká se všech právních rozhodovacích procesů. Dané ustanovení se tedy aplikuje i na civilní řízení podle občanského soudního řádu a na správní řízení podle správního řádu. Tento výklad vychází z judikatury Evropského soudu pro lidská práva. Ten definoval, že se tento princip vztahuje na všechna řízení, jejichž výsledek je určující pro práva a závazky soukromé povahy. „Není tedy rozhodné, v jakém řízení se o věci rozhoduje (civilním, trestním, správním), ale zda je dotčeno soukromé právo.“
Obsahem práva na spravedlivý proces je zejména právo na soudní a jinou právní ochranu, na nezávislost soudu, jeho nestrannost a rovněž na veřejnost řízení. Projevy práva na spravedlivý proces jsou odlišné v různých typech soudních řízení (více viz obsah práva na spravedlivý proces v jednotlivých zákonech).
Česká republika je v souladu s čl. 10 Ústavy České republiky Úmluvou vázána.

### Podle ústavněprávních předpisů

#### Listina základních práv a svobod
Hlava pátá Listiny s názvem Právo na soudní a jinou právní ochranu vyjadřuje stejné principy jako Úmluva o lidských právech. Konkrétně čl. 36–40 zaručují právo na soudní ochranu (každý se může domáhat svého práva u soudu), práva v soudním řízení (všichni účastníci jsou si rovni a mají právo na právní pomoc, a nerozumí-li jazyku, pak na tlumočníka), právo na zákonného soudce (příslušnost soudu i soudce stanoví zákon) a pravidla trestního stíhání (např. zakotvení presumpce neviny). Rovněž je v Listině zakotvena zásada nulla poena sine lege, tzn. že trestné je jen to jednání, které tak označí trestní předpisy. Všechna tato práva zajišťují, že jednotlivec může dosáhnout ochrany vůči veřejné moci. Hlava pátá Listiny obsahuje procesní garanci uplatňování práv. Bez těchto garancí by totiž jakákoliv ochrana práv byla iluzorní.

#### Ústava České republiky
Ústava ČR se soudům a jejich rozhodování věnuje v hlavě čtvrté zvané Moc soudní. Zde se nachází zásada veřejnosti soudního řízení a rovněž zásada rovnosti účastníků. V čl. 83–89 Ústava ČR zřizuje Ústavní soud, který je hlavním soudním orgánem bdícím nad dodržováním chráněných lidských práv a základních svobod. U Ústavního soudu se lze přímo dovolat nápravy, dojde-li k porušení práv garantovaných Ústavou ČR nebo Listinou, tedy i práva na spravedlivý proces.

### Podle oblastí práva

#### Civilní právo
Občanský soudní řád již ve svém § 1 vyslovuje požadavek spravedlnosti při ochraně soukromých práv a oprávněných zájmů účastníků. V souladu se zásadou v čl. 6 odst. 1 Úmluvy o lidských právech („Každý má právo na to, aby jeho záležitost byla spravedlivě, veřejně a v přiměřené lhůtě projednána nezávislým a nestranným soudem…“). § 2 občanského soudního řádu zaručuje projednání a rozhodování sporů a jiných právních věcí u soudu. Civilní řízení se na rozdíl od řízení trestního bez výjimky řídí zásadou rovnosti účastníků, která je nedílnou součástí práva na spravedlivý proces.

#### Trestní právo
Výchozím předpisem upravujícím soudní řízení v trestních věcech je trestní řád. Ten výslovně upravuje všechny zásady platné pro trestní řízení v § 2. Doslovně upravuje většinu práv obsažených v právu na spravedlivý proces. V trestním právu se právo na spravedlivý proces projevuje následujícími zásadami:
- Zásada stíhání jen ze zákonných důvodů (§ 2 odst. 1 tr. ř., čl. 8 odst. 2 Listiny): nikdo nemůže být stíhán jinak než ze zákonných důvodů a způsobem který stanoví zákon, např. veškeré důkazy musí být získány legální cestou.
- Zásada presumpce neviny (§ 2 odst. 2 tr. ř., čl. 40 odst. 2 Listiny): dokud pravomocným rozsudkem není vyslovena vina, hledíme na obviněného jako na nevinného.
- Zásada rychlosti trestního řízení (§ 2 odst. 4 tr. ř., čl. 38 odst. 2 Listiny): orgány trestního řízení musí jednat bez zbytečných průtahů, za tímto účelem jsou v Trestním řádu stanoveny lhůty pro jednotlivé úkony.
- Zásada veřejnosti (§ 2 odst. 10 tr. ř., čl. 38/2 Listiny): občané se mohou zúčastnit projednávání, při hlavním líčení může být veřejnost vyloučena jen ve výjimečných případech.
- Zásada zajištění práva na obhajobu (§ 2 odst. 13 tr. ř., čl. 40 odst. 3 a 4 Listiny): obžalovaný musí být poučen o právu na obhajobu, rovněž má právo jednat ve svém mateřském jazyce a právo na tlumočníka.

#### Kanonické právo
V kanonickém právu o této problematice pojednává kánon 221 Kodexu kanonického práva. V trestních věcech soudce vyzve obžalovaného, aby si zvolil advokáta (srov. kán. 1723), pokud tak neučiní, soudce jmenuje advokáta ex offo podle ustanovení kán. 1481 § 2. V záležitostech neplatnosti manželství není povinnost mít obhájce.

## Subjekt práva na spravedlivý proces

### Subjekty dle Úmluvy o ochraně lidských práv a základních svobod
Subjektem práva na spravedlivý proces je každá fyzická i právnická osoba. Tento termín zakotvuje Úmluva, ve které je napsáno v čl. 6, že subjekt práva na spravedlivý soudní proces je každý, kdo podléhá jurisdikci signatářů Úmluvy. Subjektem tak jsou nejen státní občané, ale i cizinci, osoby bez státní příslušnosti i osoby neznámého pobytu. Není ani vyloučeno, aby se na Evropský soud pro lidská práva obrátily osoby nezletilé či zbavené svéprávnosti prostřednictvím svého zákonného zástupce. Subjekty jsou rovněž právnické osoby (ovšem pouze nestátního charakteru) a také skupiny osob – čl. 34 Úmluvy. Takovou osobou může být i politická strana, nikoliv však např. orgán místní správy či samosprávy, jakým je např. obec.

### Subjekty dle českého práva
Subjekty podle českého práva se shodují se subjekty dle Úmluvy, jak se dozvídáme z čl. 3/1 Listiny: 
„Základní práva a svobody se zaručují všem bez rozdílu pohlaví, rasy, barvy pleti, jazyka, víry a náboženství, politického či jiného smýšlení, národního nebo sociálního původu, příslušnosti k národnostní nebo etnické menšině, majetku, rodu nebo jiného postavení.“
 Jelikož je Listina součástí ústavního pořádku, její ustanovení mají přednost před ustanoveními zákonných předpisů, např. předpisů soukromého práva. Ty mohou stanovit garantování některých výhod pouze státním občanům, avšak základní lidská práva a svobody se vždy budou vztahovat na všechny osoby nacházející se na území ČR.